# San Fermo della Battaglia
San Fermo della Battaglia (fino al 1911 Vergosa; San Fermu in dialetto comasco, AFI: /saŋˈfermu/) è un comune italiano di 7 740 abitanti della provincia di Como in Lombardia.

## Storia
L'area occupata dall'antico abitato di Vergosa (così si chiamava San Fermo fino al 1911) è certamente abitata stabilmente fin dall'Età del Bronzo: i siti archeologici confinanti di Lora, Prestino e Pianvalle (Como) attestano l'esistenza, già nell'Età del Ferro, di una prospera comunità di villaggi attraversata da una strada che da Como, passando per Vergosa e il suo territorio, conduceva verso Uggiate e Olgiate, oggi in parte ricalcata dal tracciato Como-Varese (SP17).
Di epoca romana sono invece alcune iscrizioni religiose riportate alla luce nel territorio comunale di San Fermo.
In origine, il luogo ospitava il villaggio di Nullate, probabilmente fondato dai Celti (come suggerirebbe il suffisso -ate) e, durante il Medioevo, parte del comune di Como.
Tra il X e il XI secolo, le zona di Nullate venne ribattezzata in Vergosa. Attestato dapprima come Vergosia (1064) poi come Vergoxia, il paesino apparteneva alla pieve di Uggiate. Il 4 giugno 1095, Urbano II consacrò la chiesa di Santa Maria di Lurate in Vergosa (ossia l'antica chiesa parrocchiale di San Fermo della Battaglia).
Negli annessi agli Statuti di Como del 1335 il centro di Vergosia risulta invece appartenere alla pieve di Zezio ed essere incaricato, insieme ad altre località, della manutenzione della stratam de Cardevio a platea que est ad domos quondam Alberti Zanforgi usque ad Sassum de Cardevio. Nel 1652 Vergosa ottenne la redenzione dall'infeudazione, per la quale fu tuttavia costretto a un pagamento quindecennale ancora attivo nel 1751, anno in cui l'abitato si estendeva ai cassinaggi di "Case di Zeno", "Mornago di dentro", "Mornago di fori", Figino, "Case di Penapor", "Case di Ronchetto", "Ravona di sopra", "Ravona di sotto", "Case del Gaggia", "Case di Bilinghè", Trinità, Cantone, “Castella di sopra”, "Castella di sotto", "Case sopra la Valle", Casinaglia, Dolcilera, “Case dette Cà Matta”, Camerano, "Case di Monte", “Case di Cima la Costa”, "Grandola di sopra", "Grandola di sotto", Valdomo, Giciasca, Virolo, "Case del Sole", "Case di Matto" e Campora. Sei anni dopo, una nuova compartimentazione del Ducato di Milano implicò uno spostamento di Vergosa nella pieve di Uggiate.
Successivamente, nel 1808, in piena età napoleonica il comune di Vergosa venne soppresso e aggregato alla città di Como, ma recuperò l'autonomia in seguito all'istituzione del Regno Lombardo-Veneto.
Il 27 maggio 1859, nel corso della seconda guerra d'Indipendenza, avvenne l'episodio più celebre nella storia della località: la battaglia di San Fermo, un breve ma aspro scontro fra i Cacciatori delle Alpi, guidati da Giuseppe Garibaldi, e la guarnigione austriaca di Como al comando del generale Karl von Urban, parte della quale era appostata in difesa presso la chiesa di San Fermo. Lo scontro si concluse con il ripiegamento degli austriaci su Como, che subito dopo abbandonarono e sancì la conquista della città da parte delle truppe italiane. Un monumento, posto nel 1873 sull'attuale via de Cristoforis segna il punto in cui morì, durante lo scontro, il capitano garibaldino Carlo De Cristoforis con altri 13 volontari.
Con l'avvento dell'Unità d'Italia, nel 1861 il comune di Vergosa contava 696 abitanti e nel 1911 il comune assunse la nuova denominazione di "San Fermo della Battaglia". Dal 1º gennaio 2017, a seguito di un referendum popolare tenutosi il 9 ottobre 2016, il comune ha incorporato per fusione il limitrofo comune di Cavallasca. Dall'8 maggio 2017, a seguito dell'inglobazione del comune di Cavallasca, Poste Italiane ha assegnato un nuovo cap: 22042.

### Simboli
Lo stemma e il gonfalone sono stati concessi con decreto della Repubblica del 10 gennaio 1985.
Sono rappresentati il santuario di San Fermo e il Monumento che commemora la battaglia dalla quale il paese ha preso il determinate toponomastico; le tre stelle rappresentano le aspirazioni lontane, recenti e future dell'Italia; il campo azzurro simboleggia la serenità del luogo e la pace in generale, quello rosso (abbinato al monumento) il sangue dei combattenti e il verde il colore della speranza e delle verdi colline del territorio.
Il gonfalone è un drappo partito di bianco e di azzurro.

## Monumenti e luoghi d'interesse

### Monumenti già presenti nel territorio comunale di Vergosa

#### Architetture religiose

##### Chiesa di Santa Maria Immacolata
La chiesa di Santa Maria Immacolata, nota anche come chiesa di Santa Maria in Nullate, sorge sul luogo laddove si trovava un tempio pagano, trasformato in edificio di culto cristiano nel corso del III secolo. Consacrata nel giugno del 1095 da papa Urbano II, il 2 maggio 1622 la chiesa fu elevata a parrocchiale indipendente dall'arcipretura di San Giorgio in Como. Per esigenze di una maggior capienza, nel 1718 si procedette a una ricostruzione completa della chiesa. Lavori di ampliamento si registrarono anche nel 1870. All'interno, la chiesa conserva un grande dipinto raffigurante Santa Chiara e santa Lucia e un quadro seicentesco dell'Immacolata Concezione.

##### Santuario dei Santi Fermo e Lorenzo

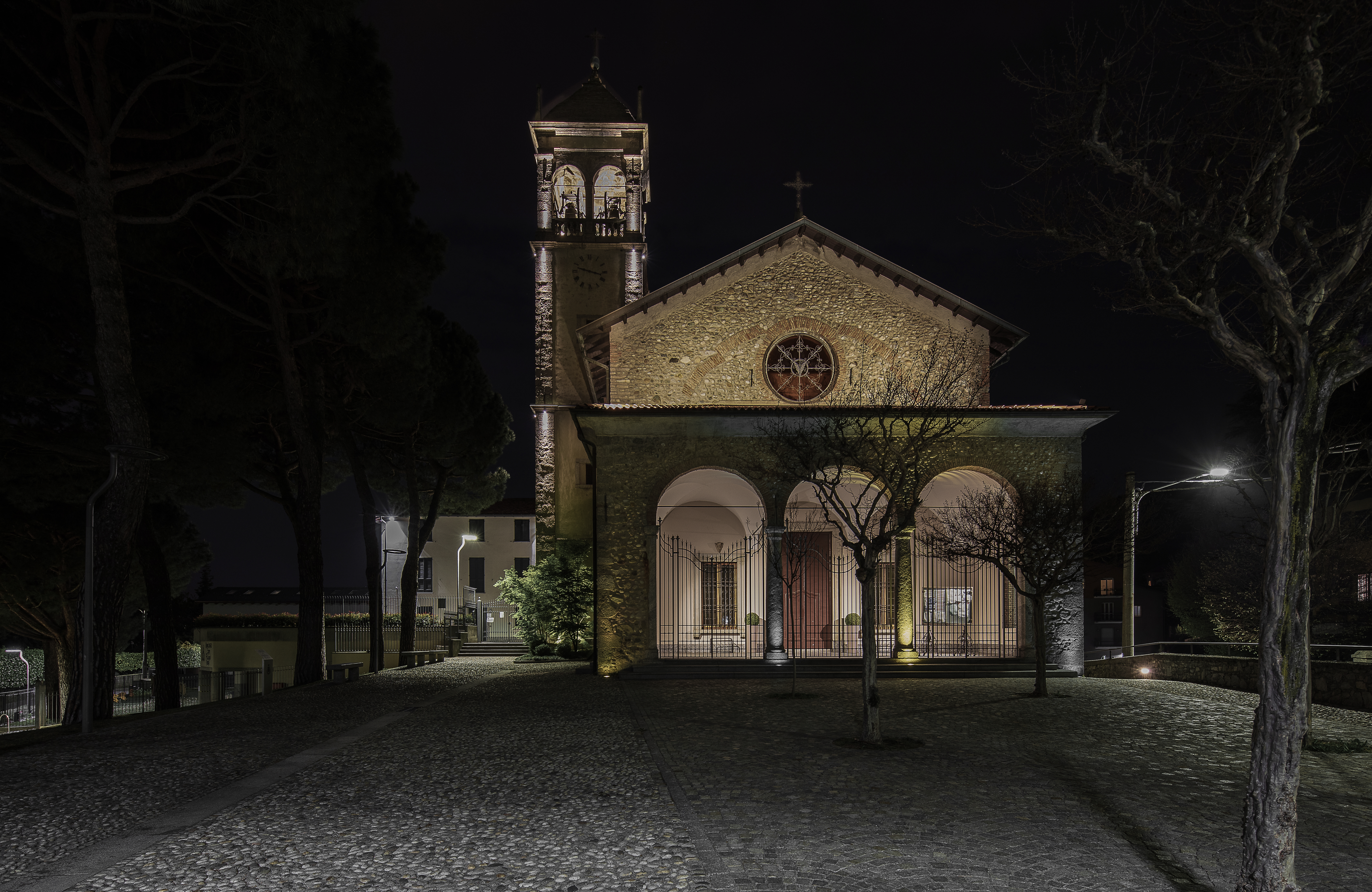
Santuario dei SS. Fermo e Lorenzo

Una chiesa filiare della chiesa di Santa Maria Immacolata è il santuario dei Santi Fermo e Lorenzo, annoverato nell'elenco dei santuari e templi votivi della diocesi di Como. Il santuario fu eretto nel 1592 sul luogo di un preesistente oratorio medievale, dedicato a san Lorenzo. Internamente, le pareti della chiesa conservano tracce di affreschi risalenti al Seicento. Nel XVII secolo venne innalzato il campanile, che durante la battaglia di San Fermo fu utilizzato come torre di appostamento da parte delle truppe austriache. 

##### Altre architetture religiose
- Chiesetta di Leno,[25] già cappella gentilizia di villa Bagliaca[26].
- Cappella del Santo Crocefisso, situata nel giardino dell'attuale biblioteca comunale (già villa Somaini).[27]

#### Architetture civili

##### Villa Verga Ciceri
La località detta Amato ospita Villa Verga Ciceri, costruita nella seconda metà del XVII secolo su commissione del cardinal Ciceri, esponente di una famiglia che godeva di diritti feudali su San Vittore Olona e Cerro Maggiore. Successivamente, la dimora passò nelle mani della famiglia Verga.
Dotata di un giardino botanico, la villa è introdotta da un portale del 1651 molto più che simile a quello che si trova a villa Imbonati di Cavallasca. Il portale introduce a un cortile ricavato all'interno della "U" formata dalla pianta dell'ala principale della dimora. Il cortile si apre in direzione della cosiddetta Val Grande, solcata da uno dei ruscelli che dà origine al fiume Seveso. All'interno della villa, alcune delle sale conservano coperture a cassettoni.

##### Villa Bagliaca
In località Leno si trova Villa Bagliaca, dimora rurale realizzata nel corso del XVIII secolo. La casa presenta un impianto a "U" aperta, il quale racchiude un cortile su cui si affaccia un porticato dotato di colonne in ghiandone.

#### Altre architetture civili
- Villa liberty in via Diaz, disegnata nel 1920 da Federico Frigerio.[31]
- Ex-villa Somaini, attuale biblioteca comunale, attestata già dal 1722 come residenza della famiglia Olginati e rilevata nel 1926 da Francesco Somaini, che dopo pochi anni dopo trasformò il complesso in un collegio.[27]
- Alcune ville si trovano anche in località Costa, lungo la strada della Valfresca.[32]

#### Altro
- Obelisco commemorativo della battaglia di San Fermo[23] e cippo in ricordo dei garibaldini caduti nel corso della battaglia stessa.[33]

### Monumenti di Cavallasca

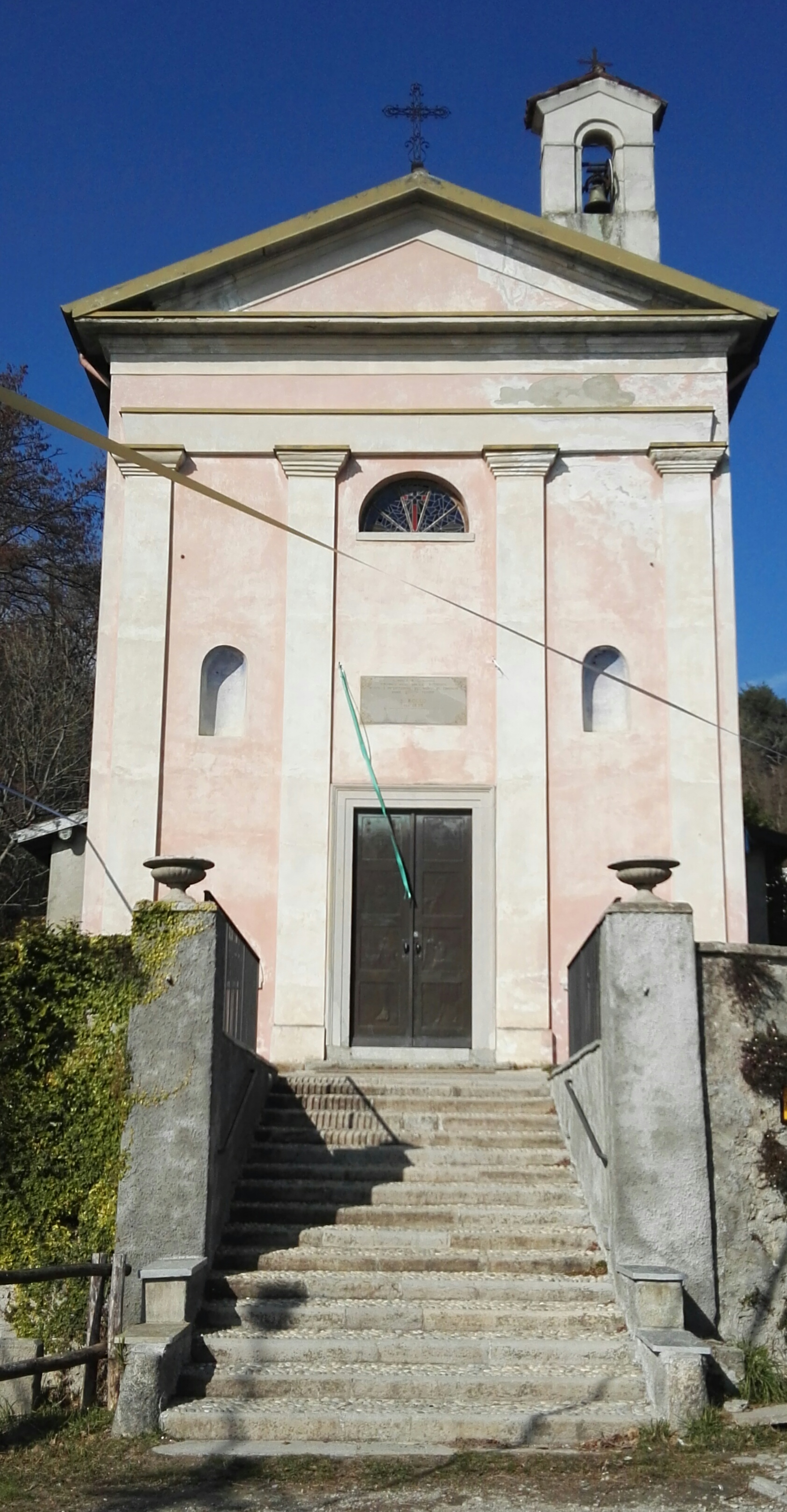
Chiesa detta "dei Pittori", dedicata a san Rocco

#### Architetture religiose
- Chiesa di San Michele Arcangelo[34]
- Oratorio di San Carlo Borromeo e Sant'Antonio da Padova[35]
- Chiesa di San Rocco[36]

#### Architetture civili
- Villa Imbonati[37]
- Villa il Soldo[38], già proprietà di Margherita Sarfatti[39]

## Società

### Evoluzione demografica

#### Demografia pre-unitaria
- 1751: 500 abitanti[7]
- 1771: 453 abitanti[8]
- 1788: 450 abitanti[19]
- 1799: 514 abitanti[40]
- 1805: 517 abitanti[40]
- 1853: 610 abitanti[41]

#### Demografia post-unitaria
Abitanti censiti

### Istituzioni, enti e associazioni

#### Ospedali
Dal 3 ottobre 2010, la località di Ravona ospita l'ospedale Sant'Anna.

## Economia
Dopo secoli di vocazione agricola, tra gli anni 1970 e 1980 l'economia di San Fermo della Battaglia vide un notevole sviluppo nell'ambito dell'artigianato e dell'industria tessile. Numerosi i pendolari che convergono su Como, così come i frontalieri.

### Esplicative
1. ↑  Per il dialetto comasco, si utilizza l'ortografia ticinese, introdotta a partire dal 1969 dall'associazione culturale "Famiglia Comasca" nei vocabolari, nei documenti e nella produzione letteraria.

### Bibliografiche
1. 1 2   Bilancio demografico mensile anno 2025 (dati provvisori), su demo.istat.it, ISTAT.
2. ↑   Classificazione sismica (XLS), su rischi.protezionecivile.gov.it.
3. ↑   Tabella dei gradi/giorno dei Comuni italiani raggruppati per Regione e Provincia (PDF), in Legge 26 agosto 1993, n. 412, allegato A, Agenzia nazionale per le nuove tecnologie, l'energia e lo sviluppo economico sostenibile, 1º marzo 2011,  p. 151. URL consultato il 25 aprile 2012 (archiviato dall'url originale il 1º gennaio 2017).
4. ↑  Manzoni, Arte: ville e chiese, p. 43.
5. 1 2 3  Manzoni, San Fermo della Battaglia, p. 28
6. 1 2 3  Borghese, p. 396.
7. 1 2 3   Comune di Vergosa, sec. XIV - 1757, su Istituzioni storiche – Lombardia Beni Culturali. URL consultato il 12 maggio 2020.
8. 1 2   Comune di Vergosa, 1757 - 1797, su Istituzioni storiche – Lombardia Beni Culturali. URL consultato il 12 maggio 2020.
9. ↑  Decreto 27 febbraio 1808.
10. ↑  Notificazione 12 febbraio 1816.
11. 1 2  Manzoni, San Fermo della Battaglia, p. 30.
12. ↑  Regio decreto 7 dicembre 1911, n. 1333
13. ↑   Cambiamento CAP [collegamento interrotto], su Comune di San Fermo della Battaglia.
14. ↑   San Fermo della Battaglia, decreto 1985-01-10 DPR, concessione di stemma e gonfalone, su Archivio Centrale dello Stato. URL consultato il 4 novembre 2022.
15. ↑   Chiesa di S. Maria Immacolata - complesso, Via S. Maria - San Fermo della Battaglia (CO), su Architetture – Lombardia Beni Culturali. URL consultato il 12 febbraio 2020.
16. ↑  AA.VV., Una chiesa tra lago e montagne, p. 26.
17. ↑   Comune di San Fermo della Battaglia, su comune.sanfermodellabattaglia.co.it. URL consultato il 17 febbraio 2020.
18. ↑  AA.VV., Una chiesa tra lago e montagne, p. 20.
19. 1 2 3   SIUSA - Parrocchia di S. Maria Immacolata in San Fermo della Battaglia, su siusa.archivi.beniculturali.it. URL consultato il 17 febbraio 2020.
20. 1 2 3   Comune di San Fermo della Battaglia, su comune.sanfermodellabattaglia.co.it. URL consultato il 17 febbraio 2020.
21. ↑   Santuario dei SS. Fermo e Lorenzo - complesso, Piazza XXIV Maggio - San Fermo della Battaglia (CO), su Architetture – Lombardia Beni Culturali. URL consultato il 12 febbraio 2020.
22. ↑   Santuari diocesani e templi votivi – Santuari Diocesani, su santuari.diocesidicomo.it. URL consultato il 21 novembre 2023.
23. 1 2 3  TCI, Guida d'Italia [...], p. 281.
24. ↑   SS. Fermo e Lorenzo – S. Fermo della Battaglia – Santuari Diocesani, su santuari.diocesidicomo.it. URL consultato il 31 gennaio 2022.
25. ↑  Manzoni, San Fermo della Battaglia, pp. 30-31.
26. 1 2 3  Langè, p. 312.
27. 1 2   Villa Somaini, su Comune di San Fermo della Battaglia – Sito Turistico. URL consultato il 29 maggio 2025 (archiviato dall'url originale il 17 febbraio 2025).
28. 1 2 3 4 5 6 7 8  Langè, p. 313.
29. ↑   Villa Verga Ciceri - complesso, Via De Cristoforis, 53 (P),51 - San Fermo della Battaglia (CO), su Architetture – Lombardia Beni Culturali. URL consultato il 12 febbraio 2020.
30. 1 2  Belloni et al., p. 249.
31. ↑   San Fermo, due ville in stile liberty in vendita, su Il Giorno, 22 luglio 2018. URL consultato il 26 novembre 2024.
32. ↑  TCI, Guida d'Italia [...], p. 284.
33. ↑   Cippo al Capitano De Cristoforis, su Comune di San Fermo della Battaglia – Sito Turistico. URL consultato il 29 maggio 2025 (archiviato dall'url originale il 10 febbraio 2025).
34. ↑   Chiesa di S. Michele Arcangelo - complesso, Piazza Garibaldi - Cavallasca (CO), su Architetture – Lombardia Beni Culturali. URL consultato il 12 febbraio 2020.
35. ↑   Oratorio di S. Carlo Borromeo e S. Antonio da Padova, Via San Fermo - Cavallasca (CO), su Architetture – Lombardia Beni Culturali. URL consultato il 12 febbraio 2020.
36. ↑   Chiesa di S. Rocco, Via alla Torre - Cavallasca (CO), su Architetture – Lombardia Beni Culturali. URL consultato il 12 febbraio 2020.
37. ↑   Villa Imbonati - complesso, Via Imbonati, 1 - Cavallasca (CO), su Architetture – Lombardia Beni Culturali. URL consultato il 12 febbraio 2020.
38. ↑   Villa il Soldo, Via Cavour - Cavallasca (CO), su Architetture – Lombardia Beni Culturali. URL consultato il 12 febbraio 2020.
39. ↑   Ville, chiese, borghi e anche un centro spaziale: i tesori comaschi da scoprire con le Giornate Fai. Il 25 e 26 marzo, su ComoZero, 21 marzo 2023. URL consultato il 22 marzo 2023.
40. 1 2   Comune di Vergosa, 1798 - 1808 – Istituzioni storiche – Lombardia Beni Culturali, su lombardiabeniculturali.it. URL consultato il 12 maggio 2020.
41. ↑   Comune di Vergosa, 1816-1859, su Istituzioni storiche – Lombardia Beni Culturali. URL consultato il 12 maggio 2020.
42. ↑  Dati tratti da:
  -  Popolazione residente dei comuni. Censimenti dal 1861 al 1991 (PDF), su ebiblio.istat.it, ISTAT.
  -  Popolazione residente per territorio - serie storica, su esploradati.censimentopopolazione.istat.it.
Nota bene: il dato del 2021 si riferisce al dato del censimento permanente al 31 dicembre di quell'anno.